# Svarttjärnen (Svärdsjö socken, Dalarna, 673930-149450)
Svarttjärnen är en sjö i Falu kommun i Dalarna och ingår i Dalälvens huvudavrinningsområde.